# Уравнения Дена — Соммервиля
Уравнения Дена — Сомервиля — полный набор линейных соотношений на количество граней разных размерностей у простого многогранника.
Эти уравнения можно переписать для симплициальных многогранников поскольку последние двойственны к простым многогранникам.

## Формулировка
Для данного простого {\displaystyle n}-мерного многогранника {\displaystyle P} обозначим через {\displaystyle f_{k}} количество граней {\displaystyle P} размерности {\displaystyle k};
в частности, {\displaystyle f_{n}=1}.
Рассмотрим формальную сумму
{\displaystyle \sum _{k}f_{k}\cdot (t-1)^{k}=\sum _{k}h_{k}\cdot t^{k}}
где {\displaystyle h_{k}=\sum _{i\geqslant k}f_{i}(-1)^{i-k}{\binom {i}{k}}}, то есть коэффициенты {\displaystyle h_{k}} возникают естественным образом при раскрытии скобок левой суммы.
Тогда уравнения Дена — Сомервиля имеют вид
{\displaystyle h_{k}=h_{n-k}}
для каждого целого {\displaystyle k}.

### Связанные определения
- Последовательность {\displaystyle (f_{0},f_{1},\dots ,f_{n})} называется f-вектором многогранника.
- Последовательность {\displaystyle (h_{0},h_{1},\dots ,h_{n})} называется h-вектором многогранника. 
  - Если {\displaystyle \ell \colon \mathbb {R} ^{n}\to \mathbb {R} } — линейная функция общего положения, то есть все вершины многогранника {\displaystyle P} лежат на разных уровнях {\displaystyle \ell }, тогда {\displaystyle h_{k}} равно числу вершин {\displaystyle P} индекса {\displaystyle k}; то есть ровно {\displaystyle k} рёбер из этой вершины идут вниз по {\displaystyle \ell }. Уравнения Дена — Сомервиля получаются заменой {\displaystyle \ell } на {\displaystyle -\ell }. 
    - В дополнении получаем {\displaystyle h_{k}\geqslant 0} для любого {\displaystyle k}, это даёт нетривиальные неравенства на {\displaystyle f}-вектор.

## История
В размерности 4 и 5 соотношения были описаны Максом Деном.
В общем случае уравнения были описаны Дунканом Сомервилем в 1927.